# Tong Suet-fong
Tong Suet-fong (唐雪舫T, Táng XuĕfăngP; Canton, 13 dicembre 1932) è un ex cestista taiwanese.

## Carriera
Con Taiwan ha disputato i Giochi olimpici di Melbourne 1956 e due edizioni dei Campionati del mondo (1954, 1959).